# Осима (провинция)

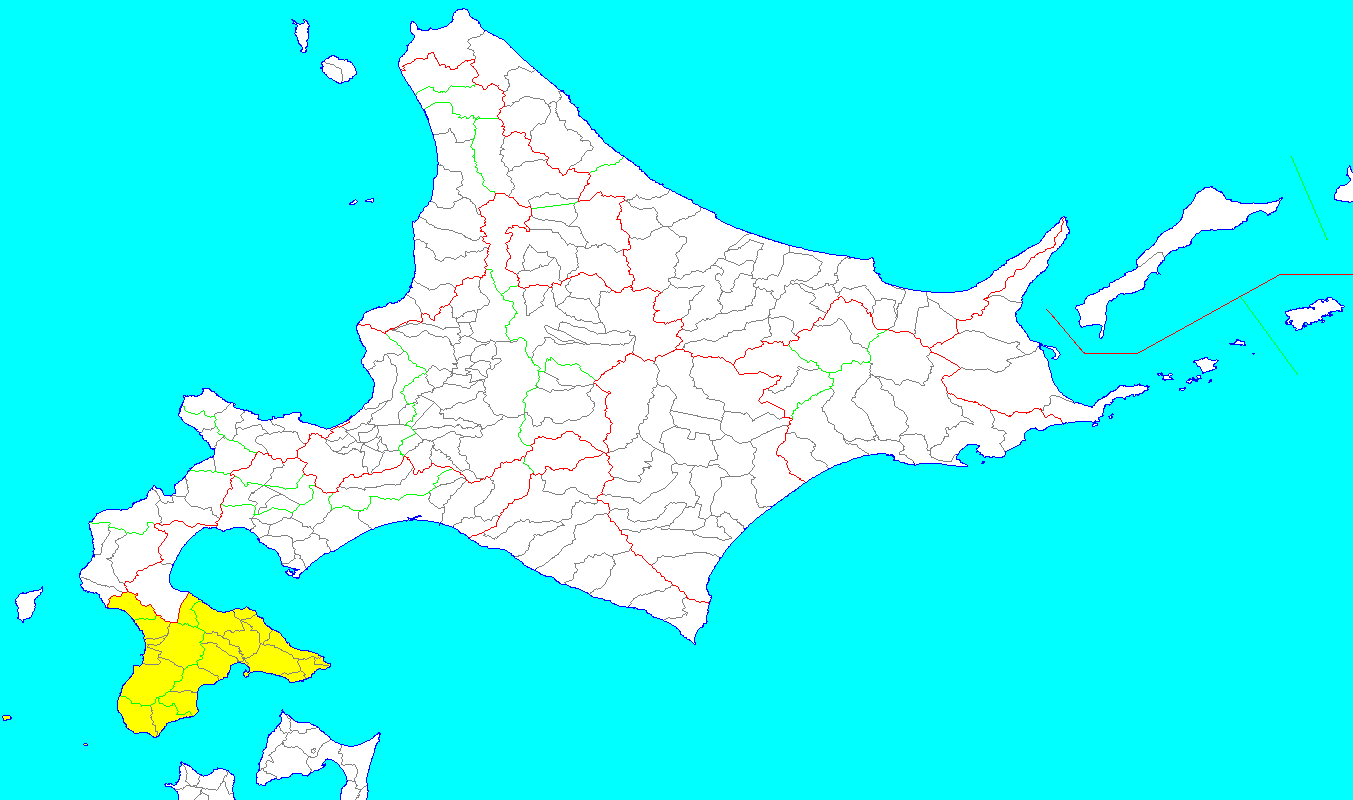
Провинция Осима на карте Хоккайдо (выделена жёлтым).

Провинция Осима (яп. 渡島国 осима но куни, «Страна Осима») — историческая провинция Японии на острове Хоккайдо, существовавшая в 1869—1882 годах. Соответствует южной части современных округов Осима и Хияма префектуры Хоккайдо.

## Уезды провинции Осима
- Камэда 亀田郡
- Камиисо 上磯郡
- Каябэ 茅部郡
- Ниси 爾志郡
- Фукусима 福島郡
- Хияма 檜山郡
- Цугару 津軽郡